# Mathias Boe
Mathias Boe (* 11. Juli 1980 in Frederikssund) ist ein dänischer Badmintonspieler. Er ist mit der indischen Schauspielerin Taapsee Pannu liiert.

## Karriere
Mathias Boe gewann 2006 und 2010 Silber bei den Europameisterschaften mit Carsten Mogensen im Herrendoppel. Die beiden wurden ihrer Favoritenrolle bei den Europameisterschaften 2011 gerecht und konnten ihren ersten Titel bei der EM verbuchen. Im Finale gewannen sie ungefährdet gegen das deutsche Duo Michael Fuchs und Oliver Roth in zwei Sätzen.
Sie gewannen ebenso die All England 2011, nachdem sie 2010 schon einmal im Finale standen. Ein weiteres Turnier der BWF Super Series, die China Open, konnten sie auch im Jahre 2011 für sich entscheiden. Auf dem Weg ins Finale schalteten sie sowohl die Olympiasieger Markis Kido und Hendra Setiawan als auch die südkoreanischen Olympiafavoriten Lee Yong-dae und Jung Jae-sung aus. 2012 gewannen sie Silber bei Olympia und 2015 erneut die All England.
Ende November 2018 gab Mathias Boe bekannt, dass er zum 1. Januar 2019 nicht mehr zum Kader der dänischen Nationalmannschaft gehört. Er will allerdings weiterhin mit Carsten Mogensen bei Turnieren der BWF-World Tour antreten. Neben Carsten Mogensen hat Mathias Boe auch mit Mads Conrad-Petersen und Mathias Christiansen international Doppel gespielt.
Boe gilt als einer der besten Vorderspieler im Badminton-Circuit. Sowohl sein Aufschlag als auch sein Return sind immens effektiv. Die präferierte Variante ist, dass Carsten Mogensen seinen Partner Boe ans Netz bringt, damit dieser die Punkte dort abschließen kann.

## Sportliche Erfolge
| Saison    | Veranstaltung                                    | Disziplin    | Platz | Name                                                  |
| --------- | ------------------------------------------------ | ------------ | ----- | ----------------------------------------------------- |
| 1996/1997 | Dänemark: Einzelmeisterschaften der Junioren U17 | Mixed        | 1     | Mathias Boe, Odense / Karina Sørensen, Hvidovre       |
| 1998/1999 | Dänemark: Einzelmeisterschaften der Junioren U19 | Mixed        | 1     | Mathias Boe, Odense / Karina Sørensen, Hvidovre BK    |
| 1998/1999 | Dänemark: Einzelmeisterschaften der Junioren U19 | Herrendoppel | 1     | Mathias Boe, Odense BK / Kasper Kiim Jensen, Greve    |
| 1999      | Junioren-Europameisterschaft                     | Mixed        | 1     | Mathias Boe / Karina Sörensen                         |
| 1999      | Junioren-Europameisterschaft                     | Herrendoppel | 1     | Mathias Boe / Kasper Kiim Jensen                      |
| 2000      | Romanian International                           | Mixed        | 1     | Mathias Boe / Britta Andersen                         |
| 2000      | Slowenien: Internationale Meisterschaften        | Herrendoppel | 1     | Mathias Boe / Michael Jensen                          |
| 2000      | Romanian International                           | Herrendoppel | 1     | Mathias Boe / Michael Jensen                          |
| 2000      | Dutch International                              | Mixed        | 1     | Mathias Boe / Karina Sørensen                         |
| 2000      | Portugal International                           | Mixed        | 1     | Mathias Boe / Karina Sørensen                         |
| 2000      | Slowenien: Internationale Meisterschaften        | Mixed        | 1     | Mathias Boe / Britta Andersen                         |
| 2000      | Slovenian International                          | Herrendoppel | 1     | Mathias Boe / Michael Jensen                          |
| 2000      | Czech International                              | Mixed        | 1     | Mathias Boe / Britta Andersen                         |
| 2000      | Slovenian International                          | Mixed        | 1     | Mathias Boe / Britta Andersen                         |
| 2000/2001 | EBU Circuit                                      | Herrendoppel | 1     | Mathias Boe                                           |
| 2001      | US Open                                          | Mixed        | 1     | Mathias Boe / Majken Vange                            |
| 2001      | Austrian International                           | Mixed        | 1     | Mathias Boe / Britta Andersen                         |
| 2001      | Dutch International                              | Herrendoppel | 1     | Mathias Boe / Thomas Hovgaard                         |
| 2002      | China: Internationale Meisterschaften            | Herrendoppel | 5     | Michael Lamp / Mathias Boe                            |
| 2003      | Spanish International                            | Herrendoppel | 1     | Michael Lamp / Mathias Boe                            |
| 2005      | Taiwan Open                                      | Herrendoppel | 2     | Mathias Boe / Carsten Mogensen                        |
| 2006      | Europameisterschaft                              | Herrendoppel | 2     | Mathias Boe / Carsten Mogensen                        |
| 2006      | Macau Open                                       | Herrendoppel | 3     | Lars Paaske / Mathias Boe                             |
| 2007      | Bitburger Open                                   | Herrendoppel | 1     | Mathias Boe / Carsten Mogensen                        |
| 2007      | Italian International                            | Herrendoppel | 1     | Carsten Mogensen / Mathias Boe                        |
| 2007      | Volant d’Or de Toulouse                          | Herrendoppel | 1     | Carsten Mogensen / Mathias Boe                        |
| 2007      | Spanish International                            | Herrendoppel | 1     | Carsten Mogensen / Mathias Boe                        |
| 2007/2008 | Dänemark: Einzelmeisterschaften                  | Herrendoppel | 1     | Carsten Mogensen, Kastrup KMB / Mathias Boe, Skælskør |
| 2008      | Bitburger Open                                   | Herrendoppel | 1     | Mathias Boe / Carsten Mogensen                        |
| 2008      | Chinese Taipei Open                              | Herrendoppel | 1     | Mathias Boe / Carsten Mogensen                        |
| 2008/2009 | Dänemark: Einzelmeisterschaften                  | Herrendoppel | 1     | Mathias Boe, Skælskør / Carsten Mogensen, KMB         |
| 2009      | Korea Open                                       | Herrendoppel | 1     | Mathias Boe / Carsten Mogensen                        |
| 2009/2010 | Dänemark: Einzelmeisterschaften                  | Herrendoppel | 1     | Carsten Mogensen, Greve / Mathias Boe, Skælskør       |
| 2010      | Europameisterschaft                              | Herrendoppel | 2     | Mathias Boe / Carsten Mogensen                        |
| 2010      | All England                                      | Herrendoppel | 2     | Mathias Boe / Carsten Mogensen                        |
| 2011      | All England                                      | Herrendoppel | 1     | Mathias Boe / Carsten Mogensen                        |
| 2011      | China Open                                       | Herrendoppel | 1     | Mathias Boe / Carsten Mogensen                        |
| 2012      | China Open                                       | Herrendoppel | 1     | Mathias Boe / Carsten Mogensen                        |
| 2013      | Copenhagen Masters                               | Herrendoppel | 1     | Mathias Boe / Carsten Mogensen                        |
| 2014      | Korea Open                                       | Herrendoppel | 1     | Mathias Boe / Carsten Mogensen                        |
| 2015      | Europaspiele 2015                                | Herrendoppel | 1     | Mathias Boe / Carsten Mogensen                        |
| 2015      | All England                                      | Herrendoppel | 1     | Mathias Boe / Carsten Mogensen                        |